# Internazionali d'Italia 1933
Gli Internazionali d'Italia 1933 sono stati un torneo di tennis giocato sulla terra rossa. È stata la 4ª edizione degli Internazionali d'Italia. Sia il torneo maschile sia quello femminile si sono giocati a Milano in Italia.

## Campioni

### Singolare maschile
Emanuele Sertorio ha battuto in finale  André Martin-Legeay con il punteggio di 6–3, 6–1, 6–3

### Singolare femminile
Elizabeth Ryan  ha battuto in finale  Ida Adamoff con il punteggio di 6–1, 6–1

### Doppio maschile
Jean Lesueur /  André Martin-Legeay  hanno battuto in finale   Giovanni Palmieri /  Emanuele Sertorio  6–2, 6–4, 6–2

### Doppio femminile
Ida Adamoff /  Dorothy Andrus  hanno battuto in finale  Elizabeth Ryan /  Lucia Valerio con il punteggio di 6–3, 1–6, 6–4

### Doppio misto
Dorothy Andrus /  André Martin-Legeay  hanno battuto in finale  Ivana Orlandini /  Emil Gábori  6–4, 6–3